# Giuseppe Marchese
Giuseppe Marchese (Luzzi, 28 agosto 1892 – Luzzi, 4 settembre 1977) è stato un politico e storico italiano.

## Biografia
Nacque da Cesare Marchese e Rosaria Gardi da una famiglia originaria di Crotone che si stabilì a Luzzi nel XVI secolo, secondo il biografo dello scrittore Attilio Gallo Cristiani: nel 1581, infatti, Don Luise Marchese, avvocato di corte di Filippo d'Austria, fu inviato da questi ad amministrare l'università di Luzzi e qui sposò Isabella Sangermano, stabilendo la propria discendenza nel borgo. Antenati illustri del Marchese furono: Francesco Marchese, sindaco del paese nel 1785; Ignazio Marchese, intendente generale di Cosenza nel 1792; Antonio Marchese, decurione del comune di Luzzi e Giudice supremo delle Calabrie.
Fece i primi studi nel seminario passionista di San Marco Argentano, per poi completare la sua formazione a Corigliano Calabro, dove conseguì la licenza ginnasiale, e a Rossano, dove intraprese gli studi magistrali e si accostò al vivace ambiente letterario della città, delineando decisamente i suoi interessi storico-pedagogici. Appartengono ai suoi anni rossanesi i primi saggi di didattica e di storia calabrese che videro la luce su vari giornali a cui collaborava direttamente (Il popolano di Corigliano Calabro, La Nuova Rossano di Rossano) o per corrispondenza (L'Attualità di Teramo e il Roma di Napoli), mentre egli stesso fondava, con alcuni amici, un periodico umoristico, U strolacu, e un foglio di maggior impegno, che nelle sue intenzioni doveva diventare un forum di dibattito pedagogico, La voce dei corsi magistrali d'Italia.
Rientrano nel corpus della sua produzione rossanese i testi scritti di alcune conferenze che egli, ancora studente, tenne nella città della Panaghia: Le celle eremitiche di San Nilo; L'abbadia basiliana del Patirion; La donna calabrese nella vita familiare attraverso le leggende; Gli uomini e la terra di Calabria; Come funziona e perché funziona il Corso Magistrale. La sua vocazione storica vera e propria, però, gli fu rivelata, come egli stesso racconta, da un incontro fulminante avuto, sempre negli anni della sua formazione, con Paolo Orsi. Attivo come maestro elementare nel proprio paese dal 1913, in quello stesso anno iniziò a lavorare alla sua prima opera di grande respiro, Come ci siamo affermati, studio filosofico-pedagogico in cui il Marchese risente dell'influsso di Roberto Ardigò, che vide la luce nel 1914.
Seguì La psicologia come scienza positiva di Roberto Ardigò, una disamina più completa del pensiero del suo pedagogista modello. Con l'avvento dell'era fascista, grazie all'appoggio del fratello Eugenio, già decorato di guerra divenuto, in seguito, capo della Segreteria Politica Fascista di Luzzi, riuscì a conquistare anch'egli un posto preminente nella vita civile del paese, sfruttando il suo acquisito peso politico per realizzare gli obiettivi di interesse comunitario che si proponeva di raggiungere: primo fra tutti, la costruzione di un nuovo edificio scolastico elementare per il paese, che vide la luce nel 1926. Si devono poi a lui l'erezione del monumento ai caduti di Luzzi e l'acquisizione dello status di Monumento Nazionale per i resti dell'abbazia di Sambucina.
In seguito il suo impegno pubblico continuò di pari passo col suo ufficio educativo, questo finendo col diventare tutt'uno con l'altro: segretario del Comitato di Assistenza Civile nell'immediato primo dopoguerra, direttore del Dopolavoro Comunale all'inizio del fascismo, nel 1934 fu nominato Commissario Prefettizio del Comune di Luzzi, vacante l'ufficio di Podestà per gli impegni del titolare della carica, Filippo Coppa. Al culmine della sua carriera scolastica e dei suoi incarichi pubblici, Marchese intraprese a scrivere le sue due opere storiche maggiori: il saggio su La Badia di Sambucina, pubblicato a Lecce nel 1932, ed una storia generale di Luzzi, Tebe Lucana, Val di Crati e l'odierna Luzzi (Napoli, 1957).

## La Badia di Sambucina
Il saggio su La Badia di Sambucina apparve nel 1932 dopo dieci anni di lavoro, come scrive il Gallo-Cristiani (dunque il Marchese dovette lavorarvi fin dall'avvento del fascismo). La materia del lavoro sull'abbazia cistercense, cioè sostanzialmente la storia dei monasteri medievali in Calabria e nel Mezzogiorno d'Italia, era frequentata dall'autore, come si è visto, sin dai suoi esordi di studioso di storia: i capitoli del saggio si possono anzi considerare l'acme delle sue ricerche in tal campo intraprese già negli anni rossanesi, e di tale argomento continuò a scrivere, a dimostrazione del fatto che dovette sempre intimamente sentirlo come quello di sua competenza, anche negli anni seguenti, su invito di pubblicazioni specializzate, come nel 1933 per il "Catalogum monasteriorum quae olim militaverunt vel adhuc militant sub Regula S. Benedicti", diretto dal monastero di Einsiedeln in Svizzera.
Sempre in quell'anno fu commissionato dal Rotary Club di Cosenza di redigere una descrizione storica dei castelli e delle rocche del Mezzogiorno, mentre per il Comitato Nazionale Italiano per le Arti Popolari poté tornare, con uno scritto sul costume popolare calabrese, ai suoi interessi etnografici. La tesi fondamentale del saggio è che l'abbazia di Sambucina sia la più antica fondazione cistercense dell'Italia Meridionale, sorta per opera di una colonia di seguaci di San Bernardo giunti direttamente da Clairveaux. Il riscontro più autorevole del livello della risonanza nazionale di esso è nella sua menzione come (unica) fonte bibliografica della voce su Luzzi compilata dal prof. Giuseppe Isnardi per l'Enciclopedia Treccani (vol. XXI, p.710).

## Tebe Lucana, Val di Crati e l'odierna Luzzi
Anche per quanto riguarda la storia generale di Luzzi si può pensare che il suo nucleo originale fossero proprio le vicende luzzesi dell'età medievale e moderna, ma essendo il Marchese parallelamente anche un appassionato antiquario e collezionista di reperti archeologici, pensò bene di anteporre alla storia medievale di Luzzi un'archeologia della Val di Crati: in essa riprende l'identificazione, di antica tradizione, del paese di Luzzi con Tebe Lucana, ipotizzando che potesse trattarsi dell'insediamento creato da Alessandro il Molosso nel IV secolo a.C. come base strategica per lanciare l'assedio alla città di Pandosia Bruzia.
È probabile che l'intenzione di Marchese fosse più precisamente quella di fare un approfondimento storico su Luzzi ed il territorio circostante in diretto collegamento con lo studio sulla Sambucina («Rimasi a lungo perplesso se proseguire nel campo dei miei studi favoriti e ampliarli per far onore al mio paese», scrive l'autore). Storia della Sambucina e storia di Luzzi sarebbero, quindi, due parti complementari l'una per l'altra di un unico disegno storiografico. Neppure la sua opera trattatistica maggiore (però non il suo capolavoro, ché il Marchese dovette sempre considerare tale la sua monografia sambucinese) passò inosservata nel panorama storico-letterario italiano di quel tempo, dal momento che fu senz'altro presa in visione ed in esame da amici eccellenti come Benedetto Croce, Gaetano De Sanctis, Pietro Toesca, Umberto Zanotti Bianco, la cui attenzione è testimoniata dai carteggi che aprono l'introduzione del volume.
A dare rilevante visibilità accademica alla sua storia contribuì indubbiamente il coevo incarico ricoperto dallo studioso di Ispettore Onorario dei Monumenti e degli Scavi per il Bruzio e la Lucania, il vertice della sua carriera pubblica. Secondo L.G. Coppa, Marchese intraprese la sua nuova sfida letteraria dopo la pubblicazione del suo ultimo lavoro di pedagogia, datato 1937, Il problema educativo attraverso le varie teorie. Se si segue tale datazione, Marchese avrebbe iniziato la composizione di quest'ultima, avvalendosi comunque di un corpo di documentazione di base già ampiamente formato e organizzato in precedenza, a partire dai primi anni 1940: la sua stesura poteva essere già conclusa nel 1948, se a quella data Croce poteva leggerla nella versione completa e consigliarla come ottima fonte per studi più approfonditi sulla materia; traversie maggiori l'autore dovette affrontarle per l'edizione definitiva (quasi altri dieci anni di attesa).
Il Coppa accenna anche ad un altro scritto di etno-prosopografia che lo studioso aveva in preparazione nel periodo immediatamente successivo alla messa in stampa di Tebe Lucana, La terra di Calabria e i suoi uomini migliori (una cui prefigurazione è forse visibile nell'ultima sezione, di carattere biografico, di Tebe Lucana): quel che si sa con certezza è che la sua ultima opera finita è il testo dell'orazione commemorativa in morte del fratello Eugenio, in occasione del primo anniversario di essa, che porta la data del 1975; la scomparsa del nostro (da decenni egli soffriva di nefrite) avrebbe fatto seguito due anni più tardi.